# 萬民福音部
萬民福音部（拉丁語：Congregatio pro Gentium Evangelizatione）是羅馬教廷過往的聖部之一，為天主教會的最高宣教機構，隸屬於聖座國務院。原名傳信部（拉丁語：Sacra Congregatio de Propaganda Fide，意為「傳佈信仰聖部」），另譯傳道議會、傳道總會，由教宗額我略十五世於1622年成立，負責與天主教會有關的宣教活動。受到原名「Propaganda」於第二次世界大戰後轉變成負面用語的影響，教宗若望·保祿二世於1982年時將此機構改為現名。2022年隨著羅馬教廷進行組織改造而改制為福音傳播部。

## 歷史

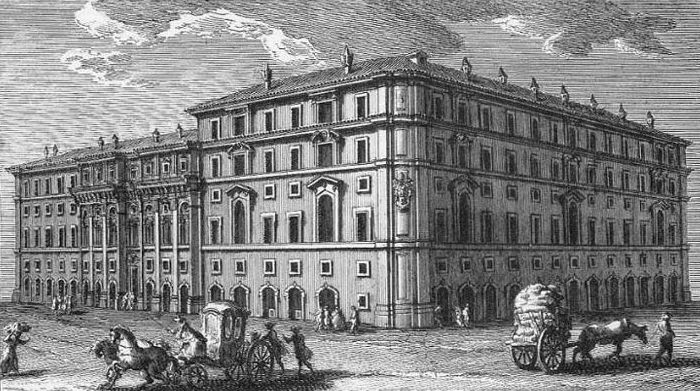
設在羅馬北部的萬民福音部總部1761年

從15世紀到傳信部成立時，天主教主要是以聖職授予權制度（Patronage system）來處理傳教的事情。在這個制度底下，西班牙與葡萄牙的國王有授予權，他們成立新的教區在他們的殖民地，任命新教區的聖職人員。到十七世紀，這個制度變成沒有效果，傳教的工作被忽略。因著這個原因，教宗決定成立了‘傳信部’，讓這個新的組織擔任在還沒有天主教信仰的地方傳教，也在天主教被異教攻擊的地區工作。‘傳信部’第一任的秘書長是英哥利（Francesco Ingoli），他擔任‘傳信部’的時候就開始調查當時天主教傳道的情況，結果發現聖職授予權制度有很多問題，例如修道院之間的鬥爭、聖職人員注重政治忽略宣教等。
傳信部在1627年設立了一個神學院專門訓練天主教的傳教士，它也擔任其他的工作關於各地方傳道的事工，譬如說協助已派出去的傳教士、推動差傳會、編印工作、關懷與調查已派出去傳教士。後來‘傳信部’成為天主教一個大強的組織。
‘傳信部’任命教區代牧（Vicar apostolic）這個職位，使用這個職位在新的宣教地區處理傳教的工作。通常，這位代牧到宣教地區的時候，他就碰到強烈的反對從支持聖職授予權的人，所以代牧有的時候必要把他的稱號與使命保密。到宣教的地區，一位代牧有主教的全權，為了避免跟支持聖職授予權的人衝突他選非從修道院出身的聖職人員幫忙他的工作，在工作上他直接跟羅馬聯絡。代牧其實是一位流動的傳教士，他不只在他的教區以內，他也常常在外面的地區工作。
在1637年，傳信部開始派兩位教區代牧往亞洲去，一為叫婓理斯（Franciscus de Santo Felice）當作米拉（Myra）主教往日本工作，婓理斯後來沒有達到日本。另外一位是卡斯特羅（Matthew de Castro），他本來是一個印度人的祭司改信天主教，到羅馬求學，是一位優秀的學生，畢業後他被傳信部任命教區代牧，被派往印度工作，在工作現場他面對很多困難從支持聖職授予權制度的葡萄牙教士，然而他的工作終於有效果，他建立教會，訓練他同胞的繼承人。後來，在1658年，傳信部也派了帕魯（Fancois Pallu） 和德拉莫特（Pierre Lambert de la Motte）往遠東去；帕魯當赫利俄玻理斯（Heliopolis）主教，在越南東京地區工作；德拉莫特當貝魯特（Beirut）主教，在交趾（Cochin）工作；他們以後有科托倫迪（Ignazio Cotolendi）當梅泰洛玻理斯（Metallopolis）的主教，往中國工作，可是他到宣教現場不久就過世了。到1665年，傳信部在亞洲的工作得到剛強，他們在阿育地亞（Ayuthia）建立了在亞洲第一坐神學院，開始訓練當地的聖職人員。